# Tobias Angerer (Naturbahnrodler)
Tobias Angerer (* 26. Februar 1990 in Schwaz) ist ein österreichischer Naturbahnrodler. Seine bisher größten Erfolge erzielte er gemeinsam mit Rupert Brüggler im Doppelsitzer. Sie gewannen die Silbermedaille bei der Junioreneuropameisterschaft 2009 und die Goldmedaille bei der Weltmeisterschaft 2017, holten im Weltcup drei Siege und gewannen zweimal die Interkontinentalcup-Gesamtwertung.

## Karriere
Tobias Angerer startet seit der Saison 2005/2006 im Interkontinentalcup. In den ersten beiden Jahren nahm er nur an Rennen im Einsitzer teil. In der Saison 2006/2007 gelang ihm seine erste Top-10-Platzierung und mit Rang zwölf erreichte er sein bisher bestes IC-Cup-Gesamtergebnis im Einsitzer. Seit dem Winter 2007/2008 startet er auch gemeinsam mit dem gleichaltrigen Rupert Brüggler, der zuvor schon zwei Jahre mit Anja Brüggler gefahren war, im Doppelsitzer. Mit dem dritten Platz bei den österreichischen Staatsmeisterschaften 2008, die Ende Dezember 2007 in Frantschach-Sankt Gertraud ausgetragen wurden, und dem gleichzeitigen Gewinn des österreichischen Juniorenmeistertitels gelang ihnen auf Anhieb der Sprung in die österreichische Weltcupmannschaft. In ihren ersten beiden Weltcuprennen am 13. und 20. Jänner 2008 in Umhausen erzielten sie die Plätze fünf und sechs und eine Woche danach gelang ihnen mit Platz vier in Latsch ihr bis dahin bestes Weltcupresultat. Mit diesen drei Ergebnissen – an weiteren Weltcuprennen nahmen sie vorerst nicht teil – erzielten sie in der Saison 2007/2008 den elften Gesamtrang. Bei der Juniorenweltmeisterschaft 2008 in Latsch war Tobias Angerer aber nicht dabei. Hier startete Rupert Brüggler mit Dominik Holzknecht.
In der Saison 2008/2009 nahmen Tobias Angerer und Rupert Brüggler an keinen Weltcuprennen teil und starteten ausschließlich im Interkontinentalcup. Sie fuhren in allen fünf Rennen auf das Podest und standen dreimal – in Garmisch-Partenkirchen, Jesenice und Laas – an erster Stelle, womit sie die Gesamtwertung für sich entschieden. Bei der Junioreneuropameisterschaft 2009 in Longiarü gewannen sie hinter den mit 2,4 Sekunden Vorsprung siegenden Thomas Kammerlander und Christoph Regensburger die Silbermedaille. Nach ihrem Gesamtsieg im Interkontinentalcup konnten Tobias Angerer und Rupert Brüggler in der Saison 2009/2010 auch wieder an einem Weltcuprennen teilnehmen. Sie belegten in Umhausen den siebenten Platz, kamen aber im Rest des Winters zu keinen weiteren Weltcupeinsätzen. Im Interkontinentalcup blieben sie in diesem Winter ohne Sieg und erzielten Platz drei in der Gesamtwertung. Bei der Juniorenweltmeisterschaft 2010 in Deutschnofen belegten sie Platz vier. Auf die Medaillenränge fehlten ihnen 1,32 Sekunden. Nachdem Rupert Brüggler und Tobias Angerer bei den österreichischen Juniorenmeisterschaften 2009 den zweiten Platz belegt hatten, gewannen sie 2010 zum zweiten Mal den Titel.
Im Januar 2011 erreichten Tobias Angerer und Rupert Brüggler den zweiten Platz im Doppelsitzer bei den österreichischen Staatsmeisterschaften in Umhausen. Da Brüggler in diesem Winter aber an keinen internationalen Wettkämpfen teilnahm, startete Angerer nur im Einsitzer im Interkontinentalcup. Als bestes Ergebnis erzielte er einen zehnten Platz in St. Sebastian, in der Gesamtwertung wurde er 13. In der Saison 2011/2012 war Angerer wieder mit Brüggler im Doppelsitzer am Start. Sei egalisierten beim Weltcupfinale in Umhausen mit dem vierten Platz ihre bisher beste Weltcupplatzierung und gewannen im Interkontinentalcup mit zwei Siegen in Umhausen und Laas zum zweiten Mal die Doppelsitzer-Gesamtwertung. Das Duo Brüggler/Angerer nahm in Nowouralsk auch erstmals an einer Europameisterschaft teil und erzielte den achten Platz.
Am 16. Dezember 2018 feierten Angerer und Brüggler in Kühtai ihren ersten Weltcup-Sieg.

## Erfolge
(mit Rupert Brüggler)

### Weltmeisterschaften
- Sankt Sebastian 2015: 2. Doppelsitzer
- Vatra Dornei 2017: 1. Doppelsitzer, 1. Mannschaft
- Latzfons 2019: 4. Doppelsitzer

### Europameisterschaften
- Nowouralsk 2012: 8. Doppelsitzer
- Passeier 2016: 5. Doppelsitzer
- Obdach 2018: 1. Mannschaft, 2. Doppelsitzer

### Juniorenweltmeisterschaften
- Deutschnofen 2010: 4. Doppelsitzer

### Junioreneuropameisterschaften
- Longiarü 2009: 2. Doppelsitzer

### Weltcup
- 3. Gesamtrang im Doppelsitzer in der Saison 2016/17
- 15 Podestplätze, davon 3 Siege:

| Datum             | Ort          | Land       | Disziplin    |
| ----------------- | ------------ | ---------- | ------------ |
| 8. Januar 2017    | Latsch       | Italien    | Doppelsitzer |
| 28. Januar 2018   | Deutschnofen | Italien    | Doppelsitzer |
| 16. Dezember 2018 | Kühtai       | Österreich | Doppelsitzer |

### Interkontinentalcup
- Gesamtsieg im Doppelsitzer in den Saisonen 2008/2009 und 2011/2012
- 3. Gesamtrang im Doppelsitzer in der Saison 2009/2010